# Petalomonas abscissa
Petalomonas abscissa is een soort in de taxonomische indeling van de Euglenozoa. Deze micro-organismen zijn eencellig en meestal rond de 15-40 mm groot. Het organisme komt uit het geslacht Petalomonas en behoort tot de familie Astasiaceae. Petalomonas abscissa werd in 1859 ontdekt door F. Stein.